# قائمة الرحلات الرئاسية للمنصف المرزوقي

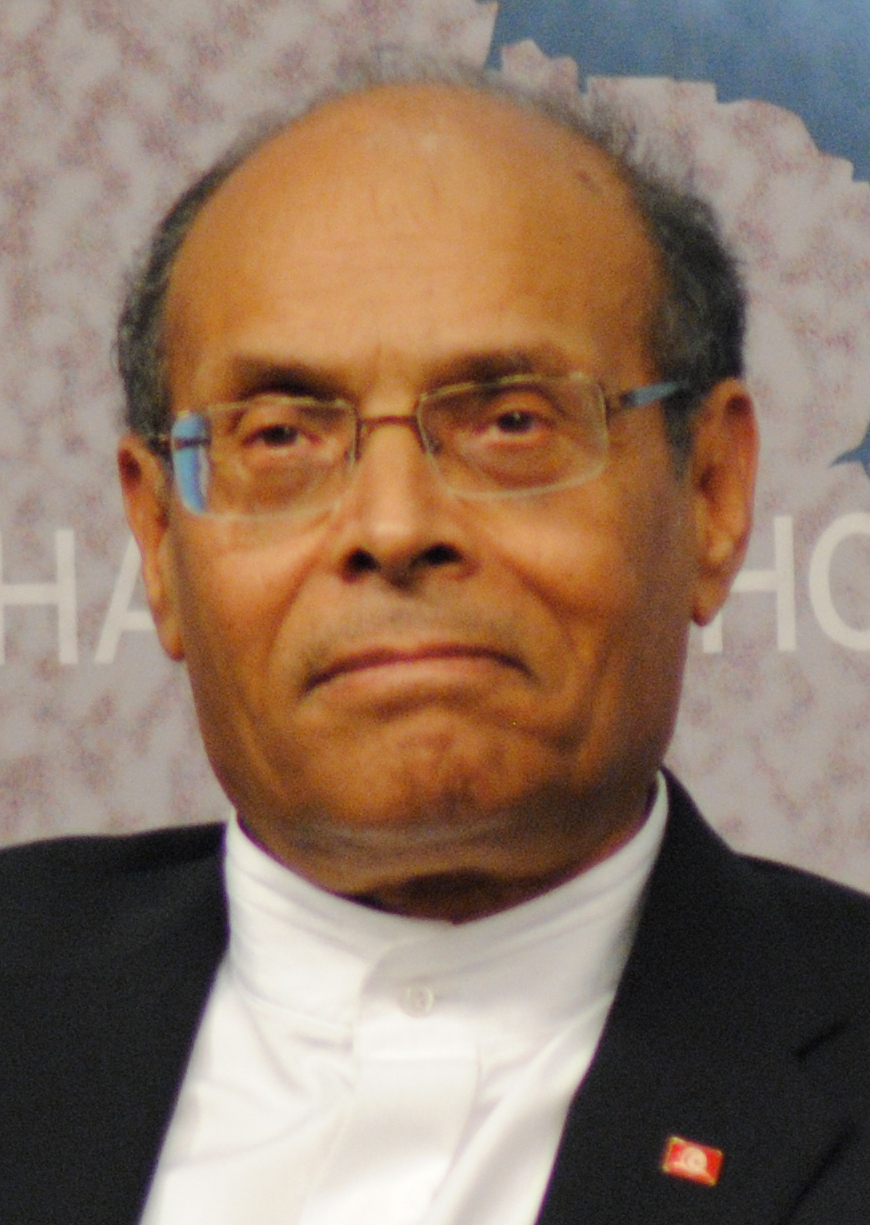
الرئيس المنصف المرزوقي.

تحتوي هذه المقالة على قائمة الرحلات الرئاسية للمنصف المرزوقي، ثالث رئيس للجمهورية التونسية. حتى نهاية ولايته في 31 ديسمبر 2014، قام المرزوقي ب38 رحلة دولية إلى 25 دولة مختلفة، وذلك منذ بداية فترة رئاسته في 13 ديسمبر 2011. كل الرحلات الرئاسية الخارجية توجد أسفله.

## الرحلات الدولية
| عدد الرحلات | الدولة |
| ----------- | --- |
| رحلة واحدة  | ليبيا، مصر، بيرو، السنغال، مالطا، جمهورية الكونغو الديمقراطية، المملكة المتحدة، السعودية، ألمانيا، اليابان، جنوب أفريقيا، سويسرا، بلجيكا، النيجر، تشاد، الغابون، غينيا الاستوائية، إيطاليا، الفاتيكان. |
| رحلتين      | إثيوبيا، مالي. |
| 3 رحلات     | قطر، الكويت. |
| 4 رحلات     | الولايات المتحدة. |
| 5 رحلات     | فرنسا. |

## 2012
الجدول أسفله هو للرحلات الرئاسية الخارجية للمنصف المرزوقي التي أداها خلال سنة 2012.
| الدولة                      | المدينة التي زارها | التاريخ   | ملاحظات                                                     | المصدر |
| --------------------------- | ------------------ | --------- | ----------------------------------------------------------- | ------ |
| ليبيا                       | طرابلس             | 2 يناير   | انظر أيضاً: العلاقات التونسية الليبية                        | [ 1 ]  |
| قطر                         | الدوحة             | 21 أبريل  | انظر أيضاً: العلاقات التونسية القطرية                        | [ 2 ]  |
| إثيوبيا                     | أديس أبابا         | 15 يوليو  | انظر أيضاً: العلاقات الإثيوبية التونسية                      | [ 3 ]  |
| فرنسا                       | باريس              | 17 يوليو  | انظر أيضاً: العلاقات التونسية الفرنسية                       | [ 4 ]  |
| مصر                         | القاهرة            | 16 أغسطس  | انظر أيضاً: العلاقات التونسية المصرية                        | [ 5 ]  |
| قطر                         | الدوحة             | 10 سبتمبر | انظر أيضاً: العلاقات التونسية القطرية                        | [ 6 ]  |
| الولايات المتحدة            | نيويورك            | 27 سبتمبر | انظر أيضاً: العلاقات الأمريكية التونسية                      | [ 7 ]  |
| بيرو                        | ليما               | 1 أكتوبر  | انظر أيضاً: العلاقات البيروفية التونسية                      | [ 8 ]  |
| السنغال                     | داكار              | 3 أكتوبر  | انظر أيضاً: العلاقات التونسية السنغالية                      | [ 9 ]  |
| مالطا                       | فاليتا             | 5 أكتوبر  | انظر أيضاً: العلاقات التونسية المالطية                       | [ 10 ] |
| جمهورية الكونغو الديمقراطية | كينشاسا            | 14 أكتوبر | انظر أيضاً: العلاقات التونسية مع جمهورية الكونغو الديمقراطية | [ 11 ] |
| المملكة المتحدة             | لندن               | 27 نوفمبر | انظر أيضاً: العلاقات البريطانية التونسية                     | [ 12 ] |

## 2013
الجدول أسفله هو للرحلات الرئاسية الخارجية للمنصف المرزوقي التي أداها خلال سنة 2013.
| الدولة           | المدينة التي زارها | التاريخ   | ملاحظات                                     | المصدر |
| ---------------- | ------------------ | --------- | ------------------------------------------- | ------ |
| السعودية         | الرياض             | 21 يناير  | انظر أيضاً: العلاقات التونسية السعودية       | [ 13 ] |
| إثيوبيا          | أديس أبابا         | 27 يناير  | انظر أيضاً: العلاقات الإثيوبية التونسية      | [ 14 ] |
| الكويت           | مدينة الكويت       | 29 يناير  | انظر أيضاً: العلاقات التونسية الكويتية       | [ 15 ] |
| فرنسا            | باريس              | 5 فبراير  | انظر أيضاً: العلاقات التونسية الفرنسية       | [ 16 ] |
| ألمانيا          | برلين              | 21 مارس   | انظر أيضاً: العلاقات الألمانية التونسية      | [ 17 ] |
| قطر              | الدوحة             | 15 مارس   | انظر أيضاً: العلاقات التونسية القطرية        | [ 18 ] |
| اليابان          | طوكيو              | 30 مايو   | انظر أيضاً: العلاقات التونسية اليابانية      | [ 19 ] |
| مالي             | باماكو             | 18 سبتمبر | انظر أيضاً: العلاقات التونسية المالية        | [ 20 ] |
| الولايات المتحدة | نيويورك            | 22 سبتمبر | انظر أيضاً: العلاقات الأمريكية التونسية      | [ 21 ] |
| فرنسا            | باريس              | 5 نوفمبر  | انظر أيضاً: العلاقات التونسية الفرنسية       | [ 22 ] |
| الكويت           | مدينة الكويت       | 18 نوفمبر | انظر أيضاً: العلاقات التونسية الكويتية       | [ 23 ] |
| فرنسا            | باريس              | 6 ديسمبر  | انظر أيضاً: العلاقات التونسية الفرنسية       | [ 24 ] |
| جنوب إفريقيا     | سويتو (جوهانسبرغ)  | 10 ديسمبر | انظر أيضاً: العلاقات التونسية الجنوب أفريقية | [ 25 ] |

## 2014

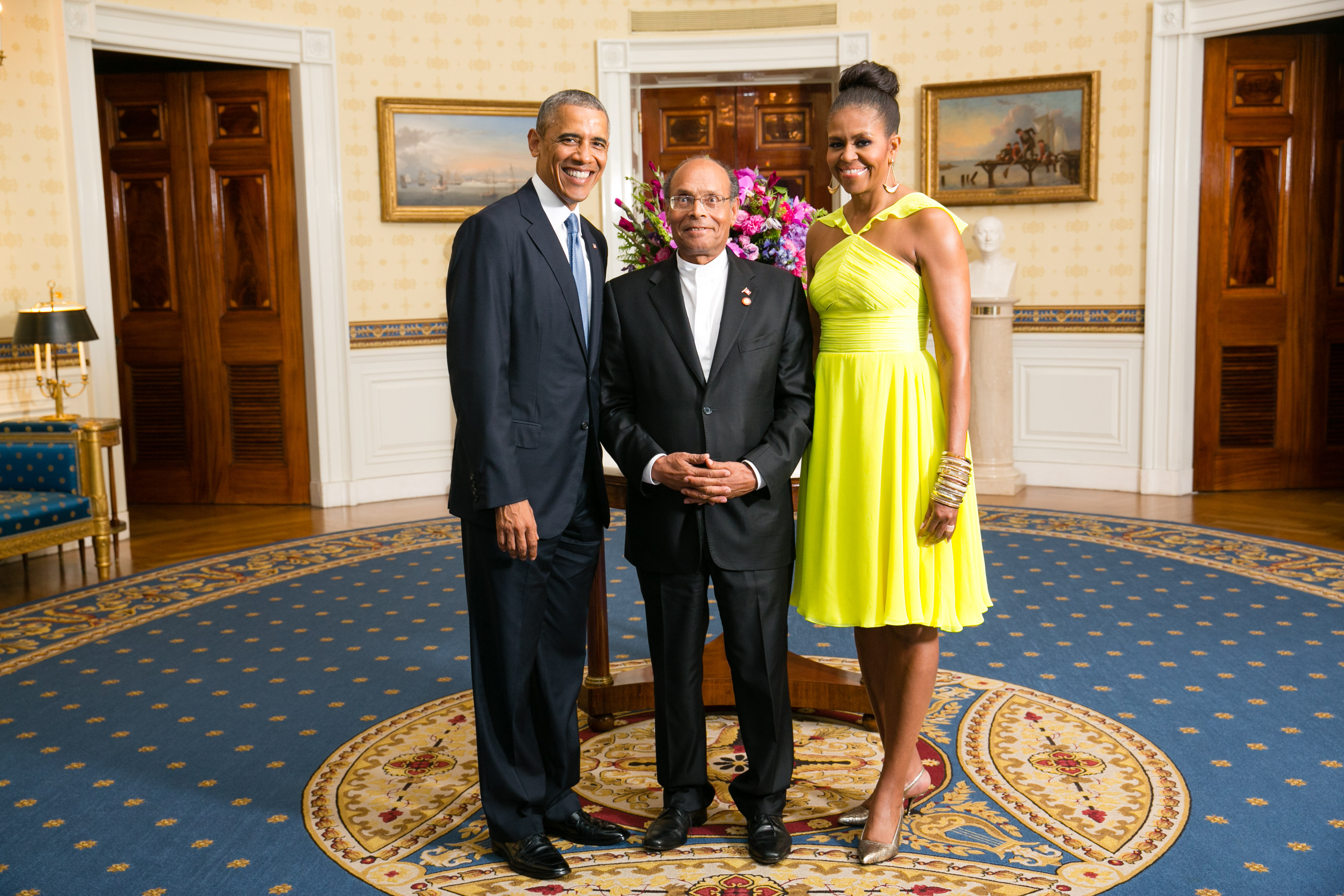
الرئيس المنصف المرزوقي مع الرئيس الأمريكي باراك أوباما والسيدة الأولى ميشيل أوباما في المكتب البيضاوي بتاريخ 5 أغسطس عام 2014.

الجدول أسفله هو للرحلات الرئاسية الخارجية للمنصف المرزوقي التي أداها خلال سنة 2014.
| الدولة           | المدينة التي زارها | التاريخ   | ملاحظات                                         | المصدر |
| ---------------- | ------------------ | --------- | ----------------------------------------------- | ------ |
| سويسرا           | جنيف               | 2 مارس    | انظر أيضاً: العلاقات التونسية السويسرية          | [ 26 ] |
| الكويت           | مدينة الكويت       | 24 مارس   | انظر أيضاً: العلاقات التونسية الكويتية           | [ 27 ] |
| بلجيكا           | بروكسل             | 1 أبريل   | انظر أيضاً: العلاقات البلجيكية التونسية          | [ 28 ] |
| مالي             | باماكو             | 20 يونيو  | انظر أيضاً: العلاقات التونسية المالية            | [ 29 ] |
| النيجر           | نيامي              | 22 يونيو  | انظر أيضاً: العلاقات التونسية النيجرية           | [ 30 ] |
| تشاد             | انجمينا            | 23 يونيو  | انظر أيضاً: العلاقات التشادية التونسية           | [ 31 ] |
| الغابون          | ليبرفيل            | 24 يونيو  | انظر أيضاً: العلاقات التونسية الغابونية          | [ 32 ] |
| غينيا الاستوائية | مالابو             | 26 يونيو  | انظر أيضاً: العلاقات التونسية الغينية الاستوائية | [ 33 ] |
| الولايات المتحدة | واشنطن العاصمة     | 4 أغسطس   | انظر أيضاً: العلاقات الأمريكية التونسية          | [ 34 ] |
| فرنسا            | باريس، طولون       | 14 أغسطس  | انظر أيضاً: العلاقات التونسية الفرنسية           | [ 35 ] |
| إيطاليا          | روما               | 10 سبتمبر | انظر أيضاً: العلاقات الإيطالية التونسية          | [ 36 ] |
| الفاتيكان        | الفاتيكان          | 11 سبتمبر | انظر أيضاً: العلاقات التونسية الفاتيكانية        | [ 37 ] |
| الولايات المتحدة | نيويورك            | 22 سبتمبر | انظر أيضاً: العلاقات الأمريكية التونسية          | [ 38 ] |

## مقالات ذات صلة
- المنصف المرزوقي
- رئيس الجمهورية التونسية
- قائمة الرحلات الرئاسية للباجي قائد السبسي
- قائمة الرحلات الدولية التي أدلى بها سيرج ساركسيان
- قائمة الرحلات الرئاسية التي قام بها دونالد ترامب خلال عام 2017
- قائمة الرحلات الرئاسية لفولوديمير زيلينسكي

## روابط خارجية
- الموقع الرسمي للمنصف المرزوقي.
- الصفحة الرسمية للمرزوقي على الفيسبوك.